# Резцова, Лидия Алексеевна
Лидия Алексеевна Резцова — советская художница-мультипликатор довоенного поколения.
По мнению искусствоведов, обладала стилем «мужского» (динамичного) мультипликата.

В 2007 году в свет вышел 81-й выпуск журнала «Киноведческие записки». В нём Кирилл Малянтович вспоминает о мультипликаторах «Союзмультфильма», в том числе и о Лидии Резцовой
.

## Фильмография

### Художница-мультипликатор
- 1934 — Гляди в оба (сохранился не полностью)
- 1935 — Карьера Фиалкина
- 1935 — Квартет (не сохранился)
- 1937 — Волшебная флейта
- 1937 — Котофей Котофеевич
- 1937 — Негритянская сказка
- 1937 — Дед Мороз и серый волк
- 1938 — Ивашко и Баба-Яга
- 1938 — Кот в сапогах
- 1938 — Курица на улице
- 1938 — Мальчик-с-пальчик
- 1938 — Сказка про Емелю
- 1939 — Дядя Стёпа
- 1939 — Лимпопо
- 1939 — Мойдодыр
- 1939 — Таёжные друзья
- 1940 — И мы на олимпиаду
- 1941 — Бармалей
- 1941 — Слон и Моська
- 1942 — Сластёна[3]
- 1944 — Песня о Чапаеве
- 1944 — Телефон
- 1945 — Дом № 13
- 1945 — Зимняя сказка
- 1946 — Павлиний хвост
- 1947 — Весёлый огород
- 1947 — Квартет
- 1947 — Конёк-Горбунок
- 1948 — Новогодняя ночь
- 1948 — Серая Шейка
- 1948 — Цветик-семицветик
- 1949 — Весенняя сказка
- 1949 — Машенькин концерт
- 1949 — Полкан и Шавка
- 1949 — Чужой голос
- 1949 — Скорая помощь
- 1950 — Волшебный клад
- 1950 — Девочка в цирке
- 1950 — Дедушка и внучек
- 1950 — Жёлтый аист
- 1950 — Когда зажигаются ёлки
- 1950 — Крепыш
- 1950 — Лиса-строитель
- 1951 — Друзья товарищи
- 1951 — Ночь перед Рождеством
- 1951 — Сердце храбреца
- 1951 — Сказка о мёртвой царевне и семи богатырях
- 1951 — Таёжная сказка
- 1952 — Зай и Чик
- 1952 — Сармико
- 1952 — Снегурочка
- 1953 — Братья Лю
- 1953 — Волшебный магазин
- 1953 — Крашеный лис
- 1953 — Лесной концерт
- 1953 — Непослушный котёнок
- 1953 — Сестрица Алёнушка и братец Иванушка
- 1954 — В лесной чаще
- 1954 — Козёл-музыкант
- 1954 — Подпись неразборчива
- 1954 — Соломенный бычок
- 1954 — Стрела улетает в сказку
- 1954 — Три мешка хитростей
- 1955 — Мишка-задира
- 1955 — Остров ошибок
- 1955 — Пёс и кот
- 1955 — Снеговик-почтовик (новогодняя сказка)
- 1955 — Трубка и медведь
- 1955 — Храбрый заяц
- 1955 — Это что за птица?
- 1956 — Аист
- 1956 — Лесная история
- 1956 — Пирожок
- 1957 — В некотором царстве
- 1957 — Волк и семеро козлят
- 1957 — Снежная королева
- 1957 — Храбрый оленёнок
- 1958 — Кошкин дом
- 1958 — На перекрёстке
- 1958 — Первая скрипка
- 1958 — Сказ о Чапаеве
- 1958 — Спортландия
- 1959 — Янтарный замок
- 1959 — Три дровосека
- 1959 — День рождения
- 1959 — Легенда о завещании мавра
- 1959 — Новогоднее путешествие
- 1960 — Винтик и Шпунтик. Весёлые мастера
- 1960 — Королевские зайцы
- 1960 — Мук (Мультипликационный Крокодил) № 2
- 1960 — Мук (Мультипликационный Крокодил) № 3
- 1960 — Мурзилка и великан
- 1960 — Непьющий воробей
- 1960 — Разные колёса
- 1960 — Старик перекати-поле
- 1961 — Ключ
- 1961 — Мук (Мультипликационный Крокодил) № 6
- 1961 — Муравьишка-хвастунишка
- 1961 — Стрекоза и муравей
- 1961 — Незнайка учится
- 1962 — Две сказки
- 1962 — Дикие лебеди
- 1962 — Светлячок № 2
- 1963 — Акционеры
- 1963 — Беги, ручеёк!
- 1964 — Дядя Стёпа — милиционер
- 1964 — Дюймовочка
- 1964 — Петух и краски
- 1964 — Ситцевая улица
- 1965 — Гунан-батор
- 1965 — Портрет
- 1965 — Странички календаря
- 1965 — Лягушка-путешественница
- 1966 — Про бегемота, который боялся прививок
- 1967 — Сказки для больших и маленьких
- 1975 — Бевенджик[4]